# 덕암초등학교 (충남)
덕암초등학교는 대한민국 충청남도 공주시에 있는 공립 초등학교이다.

## 학교 연혁
- 1938.12.07 덕암심상소학교 설립 개교
- 1950.06.01 덕암국민학교 개칭
- 1984.03.09 병설유치원 개원
- 1986.03.01 덕암초등학교 개칭
- 1989.09.01 벽지학교 지정(라급지)
- 1989.12.24 벽지형 급식학교 지정
- 2001.10.30 공주교육청지정 수업방법개선 시범 공개발표
- 2007.03.01 공주교육청지정 방과후학교 시범학교 운영
- 2008.12.26 전국 100대 교육과정 우수교 선정(교육과학기술부장관)
- 2013.07.22 2013 학교평가 최우수교 표창(충청남도교육감)
- 2014.10.15 2014 충남 100대 교육과정 우수학교 선정(충청남도교육감)
- 2015.02.13 제73회 졸업(총 3,635명 졸업)
- 2015.03.01 초등 6학급, 유치원 1학급 편성

## 참고 자료
- 덕암초등학교 - 한국교육학술정보원 학교알리미